# Jimmy Oswald
James „Jimmy“ Oswald (* 3. Januar 1868 in Greenock; † 26. Februar 1948) war ein schottischer Fußballspieler.

## Karriere
Jimmy Oswald wurde im Jahr 1868 in Greenock, etwa 40 Kilometer westlich von Glasgow geboren. Mindestens von 1888 bis 1889 spielte er bei Third Lanark. Mit dem Verein gewann er 1889 den Schottischen Pokal im Finale gegen Celtic Glasgow. Nach dem Finale und einem Tor im Länderspiel gegen England wechselte er zum dortigen Erstligisten Notts County. Dort verlor er das Endspiel mit den Magpies um den FA Cup 1890/91 gegen die Blackburn Rovers mit 1:3. Oswald traf dabei für den Verein aus Nottingham. Nach vier Spielzeiten in der höchsten englischen Spielklasse die mit dem Abstieg am Ende der Saison 1892/93 endete wechselte Oswald zurück nach Schottland. Dort spielte er ab der Spielzeit 1893/94 für den Erstligisten FC St. Bernard’s, mit dem er 1895 Pokalsieger wurde. Danach stand er bei den Glasgow Rangers unter Vertrag. In der Liga wurde er mit den Rangers zweimal Vizemeister hinter Celtic.
Zwischen 1889 und 1897 absolvierte Oswald drei Länderspiele für Schottland. Bei seinem Debüt am 13. April 1889 gegen England im Kennington Oval erzielte er beim 3:2-Prestige Sieg ein Tor.

## Erfolge
mit Third Lanark:
- Schottischer Pokalsieger: 1889

mit dem FC St. Bernard’s:
- Schottischer Pokalsieger: 1895